# Pleurant
Pleurant (фр. pleurant, од pleurer, плакати) је скулпторална представа члана погребне поворке, који, у широкој кукуљици сличној монашкој, чија му капуљача готово у потпуности покрива лице, погнуте главе, одаје почаст покојнику. Овакве фигуре се срећу на монументалним надгробним споменицима позног средњег века. 

## Надгробни споменици XII–XIV века
Представе лица која жале за покојником, или просјака, изведене у плитком рељефу, појављују се већ крајем XII века на надгробним споменицима који приказују погребни цермонијал (споменик Бруна, свештеника катедрале у Хилдесхајму, +1194). Током XIII и XIV века, ове фигуре ће постепено добијати на волумену (надгробни споменик Луја IX Светог, +1270, у базилици у Сен-Денију; уништен током Хугенотских ратова), да би крајем XIV века прерасле у низ потпуно самосталних статуета уметнутих у аркадама уоквирене нише саркофага на ком лежи представа покојника.

## Надгробни споменици XV–XVI века

### Надгробни споменик Филипа Смелог
Прекретницу у развоју овог мотива представља надгробни споменик бургундског војводе Филипа Смелог (владао 1363-1404) у картузијанском манастиру у Шанмолу (Champmol) код Дижона, који је осмислио и започео Клаус Слутер (1381—1410), а, после извесних застоја у радовима, тек 1410. године завршио његов нећак Клаус де Верве. Погребну поворку овде чини четрдест фигура (високих 41 cm), војводиних рођака и представника племства, смештених под аркадни фриз саркофага. Приступајући свакој фигури као засебној целини, водећи, истовремено, рачуна о равнотежи читавог ансамбла, Слутер је, готово натуралистички, ставом, гестом и изразом лица успео да прикаже различите степене жалости., Реконструисани споменик се данас налази у Музеју лепих уметности у Дижону.

### Поруџбине Филипа Доброг
Током XV и XVI века фигуре „плакача“ сличне Слутеровим постају обавезни елемент читавог низа надгробних споменика племића и црквених великодостојника. Споменик Филипа Смелог представљао је узор ког се касније држао Филип Добри (бургундски војвода 1419-1467) када је наручивао надгробни споменик за своју прву жену, подигнут у цркви Сен-Бавон де Ган (Saint-Bavon de Gand, 1436-1442; дело Жила де Башера (Gilles de Bachere)), за своју сестру, Ану Бургундску, војвоткињу од Бедфорда (у цркви целестинаца у Паризу; наручен 1440, дело Гијома Велитона (Guillaume Veluton)), за свог оца, Јована Неустрашивог (бургундски војвода 1404-1419), подигнут у картузијанском манастиру у Дижону (1443—1470, дело Хуана де ла Уерта, Juan de la Huerta, и Моатиријеа, Moiturier).

### Надгробни споменик Филипа Поа
Логични развој Слутерове концепције и квалитативно ново решење, које није имало значајнијег одјека, запажа се на надгробном споменику бургундског сенешала Филипа Поа (Philippe Pot), насталом око 1480. године (сада у Лувру). Овде осам племића означених хералдичким обележјима кућа из којих потичу, представљених у природној величини, на раменима носи камену плочу на којој лежи представа покојника.

## Галерија
- Споменик Бруна, свештеника катедрале у Хилдесхајму, после 1194.
- Надгробни споменик бургундског војводе Филипа Смелог(1381-1410)
- Надгробни споменик Филипа Смелог
- Надгробни споменик Филипа Смелог
- Надгробни споменик Филипа Смелог
- Надгробни споменик Ане Бургундске, војвоткиње од Бедфорда, после 1440.
- Надгробни споменик бургундског војводе Јована Неустрашивог (1443-1470)
- Надгробни споменик Јована Неустрашивог
- Надгробни споменик Јована Неустрашивог
- Надгробни споменик Филипа Поа, око 1480.
- Надгробни споменик Филипа Поа
- Надгробни споменик Филипа Поа